# Kasteel van Oostende
Het kasteel van Oostende stond bij het verdronken dorp Oostende, in de Nederlandse provincie Zeeland.
Waarschijnlijk is het kasteel in de eerste helft van de 13e eeuw door een lid van het geslacht De Vriese gesticht. Bij het kasteel zou ook een kerk hebben gestaan. Het kasteel stond strategisch lang de Zwake.
In 1263 keerde Claes de Vriese zich tegen het voogdijschap van Aleid van Holland over de toen nog minderjarige graaf Floris V. Toen Floris in 1266 meerderjarig werd verklaard, werden als straf alle bezittingen van Claes de Vriese door Floris verbeurd verklaard. In 1270 kreeg Claes' zoon Hendrik een deel van de bezittingen weer terug, waaronder het kasteel Oostende.
De heren De Vrieze van Oostende speelden in de 14e en 15e eeuw een belangrijk rol in het bedijken van land aan de zuidoever van de Zwake. In 1472 gaf de Hollandse graaf toestemming aan Willem de Vriese van Oostende om moernering uit te voeren.
In 1417 werd de toren van het kasteel gebruikt als meetpunt voor een eigendomsverdeling in de Vier Ambachten.
Het dorp Oostende was begin 16e eeuw in de problemen gekomen door stroomschuring langs de oever van de Westerschelde. Het landverlies was groot en het dorp werd in 1520/1521 buitengedijkt. Hierna gingen zowel het dorp als het kasteel verloren. De familie week waarschijnlijk uit naar het kasteel van Vinninghen, dat van een nieuw huis werd voorzien.
Het geslacht De Vriese stierf in de 16e eeuw uit in mannelijke lijn. Het ambacht Oostende kwam in handen van de familie Van Cats.
Aldegonde · Kasteel van Axel · Baarland · Baarsdorp · Barbestein · Biervliet · Bieweg · Blodenburg · Huis der Boede · Brijdorpe · Bruëlis · 't Burchtje · Burggravensteen · Buttinge · Coxijde · Crayenstein · Duinbeek · Duivelsberg · Ellewoutsdijk · Filippenburg · Geersdijk · Gistellis · Gravenhof · Slot Haamstede · Kasteel Hellenburg · Herkestein · Heuvelsweg · Hoge Huis · Ter Hooge · Hoogkamer · Kats · Kind van Trente · Kleverskerke · Kortgene · Kreke · Kruiningen · Laterdale · Lodijke · Maalstede (Hulst) · Maalstede (Kapelle) · Magdalon · Hof Ter Moere · Moermond · Te Mortiere · Muiden · Hof ter Nisse (Nisse) · Hof ter Nisse (Ossenisse) · Oostende · Oostende (Goes) · Oosterstein · Poelvoorde · Poortvliet · Popkensburg · De Pottere · Poucques · Pronkenburg · Ravenstein · Saeftingher Slot · Kasteel van Sint-Maartensdijk · Schengen · Sluis · Smallegange · Stavenisse · Tolhuis van Iersekeroord · Huus ter Tolne · Torenberg · Torenhoeve · Toren van Bourgondië · Troye · Valkenisse · Vinninghen · Vlissingen · Voorhoute · Waarde · Watervliet · Weldamme · Welland · Huis te Werf · Te Werve · Westenschouwen · Westhove · Westkerke · Windenburg · Zandenburg · Zwanenburg